# Nekrolog 1518
Nekrolog
◄◄
| ◄
| 1514
| 1515
| 1516
| 1517
| 1518 | 1519 | 1520 | 1521 | 1522 | ► | ►►
Weitere Ereignisse | Allgemeiner Nekrolog 1518
Die Beschreibung der verstorbenen Person sollte so kurz wie möglich gehalten sein und nur deren signifikante Tätigkeit(en) enthalten.
Neue Namen ggf. auch unter dem Geburts- und Sterbedatum, also etwa unter 1. Januar und im Geburts- und Sterbejahr (2024) eintragen (nur bei entsprechender großer Wichtigkeit). Für Beispiele siehe die schon vorhandenen Artikel.
Außerdem über die fünf zuletzt Verstorbenen, zu denen es einen ausreichend guten Artikel für eine Präsentation auf der Hauptseite gibt, nach der todesbedingten Überarbeitung der Artikel ggf. auch unter Wikipedia Diskussion:Hauptseite informieren und sie am besten auch in den anderen Wikipedia-Sprachversionen eintragen. Tipp: Regelmäßig bei news.google.de nach „ist tot“, „gestorben“ oder „verstorben“ suchen.
Wenn eine Person gestorben ist, gibt es viele Seiten zu dieser Person in der Wikipedia, die davon auch betroffen sind und entsprechend aktualisiert werden müssen. Beispiele: Namenübersichtsseite, Geburtsjahr, Geburtsort-Seiten und viele mehr.
Wie finde ich die betroffenen Seiten?
Im Suchfeld auf der linken Seite gibt man den Suchbegriff so ein: „Vorname Nachname“. Dann klickt man auf Volltext und alle Seiten mit entsprechendem Suchtext werden aufgerufen. Hier sieht man dann schnell, wo auch das Todesjahr Sinn macht oder sogar ein Teil des Artikels angepasst werden muss. Auch hilft das „Werkzeug“ auf der linken Seite sehr gut, um solche Seiten aufzufinden: „Links auf diese Seite“. Somit ist die Wikipedia wieder aktuell in allen Bereichen! Hinweis: bei Eintragung der Kategorie „Gestorben JAHR“ wird der Missbrauchsfilter 49 ausgelöst, was jedoch nicht schlimm ist. Siehe: Spezial:Missbrauchsfilter/49
Dies ist eine Liste von im Jahr 1518 verstorbenen bekannten Persönlichkeiten. Die Einträge erfolgen innerhalb der einzelnen Daten alphabetisch sortiert. Tiere sind im Nekrolog für Tiere zu finden.

## Januar
| Tag        | Name                          | Beruf, bekannt als                                              | Alter | Beleg |
| ---------- | ----------------------------- | --------------------------------------------------------------- | ----- | ----- |
| 15. Januar | Ludwig Truchsess von Höfingen | deutscher Jurist und Dekan                                      |       |       |
| Januar     | Johannes Adler                | Hochschullehrer und zweimaliger Rektor der Universität Tübingen |       |       |

## Februar
| Tag         | Name               | Beruf, bekannt als            | Alter | Beleg |
| ----------- | ------------------ | ----------------------------- | ----- | ----- |
| 2. Februar  | Christoph Beyer    | deutscher Chronist            |       |       |
| 23. Februar | Thomas von Přelouč | Bischof der Böhmischen Brüder |       |       |

## März
| Tag      | Name            | Beruf, bekannt als               | Alter | Beleg |
| -------- | --------------- | -------------------------------- | ----- | ----- |
| 17. März | Johann Nyestadt | Ratsherr der Hansestadt Lübeck   |       |       |
| 31. März | Heinrich Bebel  | deutscher Dichter des Humanismus |       |       |

## April
| Tag       | Name                      | Beruf, bekannt als            | Alter | Beleg |
| --------- | ------------------------- | ----------------------------- | ----- | ----- |
| 8. April  | Stacius von Münchhausen   | deutscher Adliger             |       |       |
| 10. April | Johann VI. von Saalhausen | Bischof von Meißen            | 73    |       |
| 24. April | Godart Wigerinck          | deutscher Fernhandelskaufmann |       |       |

## Mai
| Tag     | Name                                       | Beruf, bekannt als                                                       | Alter | Beleg |
| ------- | ------------------------------------------ | ------------------------------------------------------------------------ | ----- | ----- |
| 4. Mai  | Anna Laminit                               | geistliche Betrügerin                                                    |       |       |
| 31. Mai | Elisabeth von Brandenburg-Ansbach-Kulmbach | Prinzessin von Brandenburg-Ansbach und durch Heirat Markgräfin von Baden | 24    |       |

## Juli
| Tag      | Name              | Beruf, bekannt als                  | Alter | Beleg |
| -------- | ----------------- | ----------------------------------- | ----- | ----- |
| 10. Juli | Sibylle von Baden | Prinzessin und Markgräfin von Baden | 33    |       |
| 30. Juli | Bernhard Sculteti | Dekan der Kirche im Bistum Ermland  |       |       |

## August
| Tag        | Name                         | Beruf, bekannt als                                | Alter | Beleg |
| ---------- | ---------------------------- | ------------------------------------------------- | ----- | ----- |
| 4. August  | Konrad Klencke               | Domdekan in Bremen und Verden                     |       |       |
| 16. August | Loyset Compère               | franco-flämischer Komponist, Sänger und Kleriker  |       |       |
| 30. August | Filippo Beroaldo der Jüngere | italienischer Philologe, Dichter und Bibliothekar | 45    |       |

## September
| Tag           | Name                | Beruf, bekannt als                                             | Alter | Beleg |
| ------------- | ------------------- | -------------------------------------------------------------- | ----- | ----- |
| 8. September  | Janetto von Taxis   | Postmeister                                                    |       |       |
| 17. September | Niccolò Pandolfini  | italienischer Kardinal                                         |       |       |
| 20. September | Vinzenz von Efferen | Herr von Stolberg Gefolgsmann des Jülicher Herzogs Wilhelm IV. |       |       |
| 25. September | Domingo Idiocáiz    | römisch-katholischer Geistlicher und Priester                  |       |       |

## Oktober
| Tag         | Name            | Beruf, bekannt als      | Alter | Beleg |
| ----------- | --------------- | ----------------------- | ----- | ----- |
| 4. Oktober  | Wilhelm XI.     | Markgraf von Montferrat | 32    |       |
| 20. Oktober | Johannes Erwini | Generalvikar in Köln    |       |       |

## November
| Tag          | Name                 | Beruf, bekannt als                                     | Alter | Beleg |
| ------------ | -------------------- | ------------------------------------------------------ | ----- | ----- |
| 3. November  | Wenzel Faber         | böhmischer Astronom, Astrologe, Mediziner und Theologe |       |       |
| 20. November | Pierre de la Rue     | franco-flämischer Komponist, Sänger, Kleriker          |       |       |
| 26. November | Vanozza de’ Cattanei | Mätresse von Papst Alexander VI.                       |       |       |

## Dezember
| Tag         | Name                   | Beruf, bekannt als                                                | Alter | Beleg |
| ----------- | ---------------------- | ----------------------------------------------------------------- | ----- | ----- |
| 5. Dezember | Gian Giacomo Trivulzio | italienisch-französischer Heerführer und Marschall von Frankreich |       |       |

## Datum unbekannt
| Tag | Name                   | Beruf, bekannt als                                                                      | Alter | Beleg |
| --- | ---------------------- | --------------------------------------------------------------------------------------- | ----- | ----- |
|     | Arudsch                | Korsar im westlichen Mittelmeer und Herrscher von Algier                                |       |       |
|     | Diogo de Azambuja      | portugiesischer Seefahrer und Entdecker                                                 |       |       |
|     | Michel von Ehenheim    | Adliger                                                                                 |       |       |
|     | Bernhard von Gemmingen | badischer Adliger                                                                       |       |       |
|     | Erasmus Grasser        | deutscher Bildhauer, Skulptor und Baumeister                                            |       |       |
|     | Francesco Griffo       | italienischer Typograf                                                                  |       |       |
|     | Georg Hartsesser       | deutscher Jurist und Kleriker                                                           |       |       |
|     | Francisco Henriques    | Renaissancemaler                                                                        |       |       |
|     | Kabir                  | indischer Mystiker                                                                      |       |       |
|     | Johannes Lupfdich      | deutscher Rat und Advokat                                                               |       |       |
|     | Johann Meyer           | deutscher Kaufmann und Ratsherr der Hansestadt Lübeck                                   |       |       |
|     | Pellegrino Prisciani   | italienischer Humanist, Universitätslehrer, Geschichtsschreiber, Antiquar und Astrologe |       |       |
|     | Peter Reinicke         | deutscher Hüttenmeister, Bergvogt und Ratsherr in Mansfeld                              |       |       |
|     | Jean le Sauvage        | Lordkanzler des Herzogtums Brabant                                                      |       |       |